# Anomochloa
Tribu
Genre
Espèce
Anomochloa  est un genre de plantes à fleurs monocotylédones de la famille des Poaceae (graminées), sous-famille des Anomochlooideae, endémique du Brésil . 
C'est l'unique genre de la tribu des Anomochloeae, et il ne compte qu'une seule espèce, Anomochloa marantoidea (genre monotypique), originaire de l'État de Bahia situé dans l'est du Brésil.

## Liste d'espèces
Selon World Checklist of Selected Plant Families (WCSP) (21 juillet 2016) :
- Anomochloa marantoidea Brongn., Ann. Sci. Nat., Bot., sér. 3 (1851)

### relatifs au genre
- (en) Catalogue of Life : Anomochloa Brongn. (consulté le 11 avril 2023)
- (fr + en) ITIS : Anomochloa  Brongn. (consulté le 21 juillet 2016)
- (en) World Checklist of Selected Plant Families (WCSP) : Anomochloa  Brongn., Ann. Sci. Nat., Bot., sér. 3 (1851)  (consulté le 21 juillet 2016)
- (en) NCBI : Anomochloa (taxons inclus) (consulté le 21 juillet 2016)
- (en) Tropicos : Anomochloa Brongn.  (+ liste sous-taxons) (consulté le 21 juillet 2016)

### relatifs à l'espèce
- (en) JSTOR Plants : Anomochloa marantoidea  (consulté le 21 juillet 2016)
- (en) Catalogue of Life : Anomochloa marantoidea Brongn. (consulté le 23 décembre 2020)
- (fr + en) ITIS : Anomochloa marantoidea  Brongn. (consulté le 21 juillet 2016)
- (en) World Checklist of Selected Plant Families (WCSP) : Anomochloa marantoidea  Brongn., Ann. Sci. Nat., Bot., sér. 3 (1851)  (consulté le 21 juillet 2016)
- (en) NCBI : Anomochloa marantoidea (taxons inclus) (consulté le 21 juillet 2016)
- (en) Tropicos : Anomochloa marantoidea Brongn.  (+ liste sous-taxons) (consulté le 21 juillet 2016)